# خالد عزت
خالد عزت (1937 - 2021) هو نحات وفنان تشكيلي عراقي، يعتبر من أهم الفنانين التشكيليين المعاصرين.

## حياته
ولد خالد عزت في بغداد عام 1937، أكمل دراسته فيها، حاصل على دبلوم في الرسم من معهد الفنون الجميلة عام 1960، ثم درس النحت في كلية الفنون الجميلة وحصل على شهادة البكالوريوس عام 1965.

## عضوية ومناصب
- عضو في جمعية الفنانين التشكيليين العراقيين.
- عضو في نقابة الفنانين العراقيين.
- عضو الشعبة التشكيلية.
- مدرس للتربية الفنية.
- مشرف تربوي في معهد التربية في الرياض في السعودية.
- مدرس للنحت في معهد الفنون الجميلة في بغداد.
- رئيس قسم الفنون التشكيلية في معهد الفنون الجميلة 1976 – 2000.
- خبير في قسم المصاهر الفنية في دائرة الفنون التشكيلية في وزارة الثقافة العراقية.[5]

## وفاته
توفي عن عمر ناهز الـ 84 عاماً بعد صراع طويل مع المرض.